# 151351 Dalleore
151351 Dalleore este o planetă minoră (asteroid) din centura de asteroizi. A fost descoperită pe 8 februarie 2002 la Observatorul Național Kitt Peak de Marc Buie⁠(d). 
Obiectul prezintă o orbită caracterizată de o semiaxă mare de 2,978227727096 UAi, o excentricitate de 0,13624143676079, o înclinație de 1,1530483973429 ° în raport cu ecliptica.